# .cx
.cx es el dominio de nivel superior geográfico (ccTLD) para Isla de Navidad.